# Grønligrottan

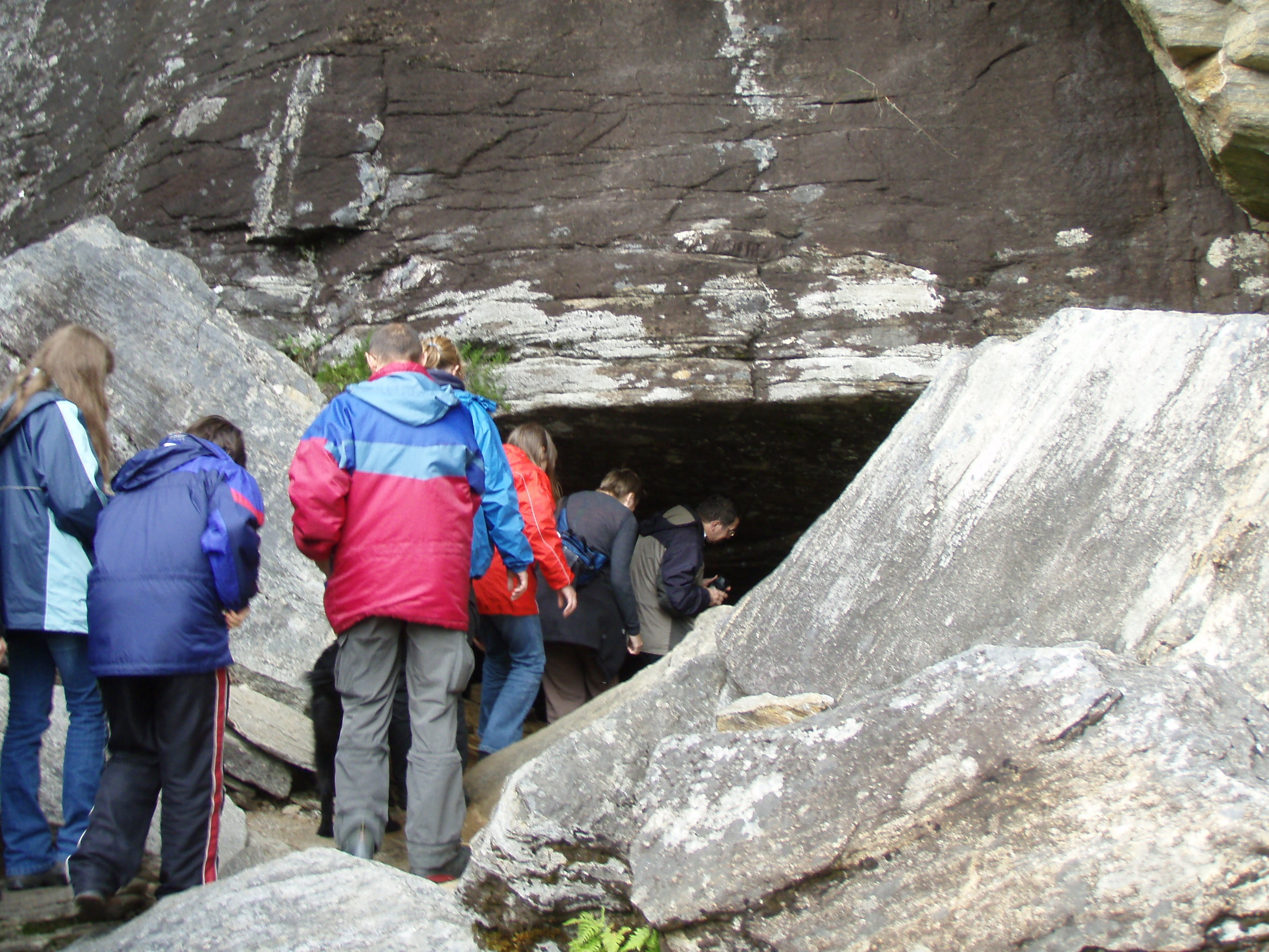
Turistingången till grottan

Grønligrottan är en 4 200 meter lång kalkstensgrotta i Røvassdalen i Rana kommun, cirka 30 km från Mo i Rana. Grottan har en nedåtlutning på 20°. Den lägsta punkten ligger 107 meter under ingången. Turister tas med cirka 400 meter innanför bergssidan med upp till 80 meter berg över sig.
Kalkstenen är på några ställen ombildad till ett tunt marmorband som innehåller glimmerskiffer. Även taket i grottan består av glimmerskiffer.
Grottan upptäcktes 1730. Den första utforskningen av grottan företogs 1914 av den norske geologen Oxaal. 1988 företogs vidare undersökningar av grottans sediment av geologerna StPierre och Løvlie. Grottan är Nordens enda upplysta turistgrotta, och har årligen 10 000 besökare.
Grønligrottan uppstod som ett hålrum under vattnet, och väggarna visar klara spår av erosion. 
Genom grottan rinner en underjordisk älv med forsar och lugnvatten. Den innehåller också flera jättegrytor. Ett granitblock inne i det så kallade kapellet i grottan har fraktats flera km med glaciären för 10 000 år sedan under istidens slutfas.